# Hipparchia antoninae
Hipparchia antoninae är en fjärilsart som beskrevs av Krulikovski 1903. Hipparchia antoninae ingår i släktet Hipparchia och familjen praktfjärilar. Inga underarter finns listade i Catalogue of Life.